# Prachtig mooie dag
"Prachtig mooie dag" is een single van Daniël Lohues. Het is afkomstig van zijn album Hout moet. De muziek is tot stand gekomen tijdens de reis die Lohues maakte door de Verenigde Staten en Canada. De single moest verkoopondersteuning bieden aan het album Hout moet, maar dat haalde het op eigen kracht.
Het plaatje haalde onvoldoende verkoopcijfers om de Nederlandse en/of Belgische hitparades te halen. Het kwam in de versie 2011 van de Radio 2 Top 2000 echter relatief hoog binnen op plaats 346.

## NPO Radio 2 Top 2000
| Nummer met noteringen in de NPO Radio 2 Top 2000 | '11 | '12 | '13 | '14 | '15 | '16 | '17 | '18 | '19 | '20 | '21 | '22 | '23 | '24 |
| ------------------------------------------------ | --- | --- | --- | --- | --- | --- | --- | --- | --- | --- | --- | --- | --- | --- |
| Prachtig mooie dag                               | 346 | 485 | 371 | 329 | 443 | 461 | 636 | 923 | 700 | 780 | 850 | 847 | 923 | 829 |

1. ↑  Een vetgedrukt getal geeft de hoogste notering aan.
2. ↑  2011 was het eerste jaar met een notering voor dit nummer.